# Mausoleopsis luctifera
Mausoleopsis luctifera är en skalbaggsart som beskrevs av Johann Christoph Friedrich Klug 1855. Mausoleopsis luctifera ingår i släktet Mausoleopsis, och familjen Cetoniidae. Inga underarter finns listade.